# Центар за друштвену стабилност
Центар за друштвену стабилност је српска невладина организација основана 2004. године у Новом Саду.

## Историја
Као циљеве свог деловања организација наводи поспешивање толеранције у јавном дијалогу, јачање свести о неопходности демократије као политичког и друштвеног система вредности и предлагања нових решења помоћу којих би било унапређено грађанско друштво, на патриотским основама.
Чланови Центра за друштвену стабилност одржали су низ предавања у Културном центру Новог Сада на теме из области српске и светске историје, геополитичке анализе и политичке биографије.
У сопственој продукцији организација реализује емисије из серијала Српска читаоница и Стабилократија, које поставља на званични ЈуТјуб канал.

## Чланови
- Директор — Огњен Карановић
- Председник управног одбора — Срђан Граовац
- Сарадник — Предраг Рајић
- Сарадник — Немања Старовић
- Сарадник — Петар Ђурђев
- Сарадник — Обрад Шкрбић
- Сарадник — Ђорђе Цицовић
- Сарадник — Горан Томић
- Сарадник — Милан Кузмановић
- Сарадник — Бојана Балаћ